# Войовнича демократія
Войовнича демократія (англ. Militant Democracy, нім. streitbare Demokratie, wehrhafte) — демократія, що здатна захистити себе.
Політико-правова концепція, яка виникла напередодні Другої світової війни як реакція на нацистські та фашистські політичні режими у світі і у післявоєнний період обґрунтовувала необхідність демократичних режимів протидіяти антидемократичним масовим рухам та здатність демократії захистити себе перед автократіями. Її авторами вважаються німецько-американський конституціоналіст та політолог Карл Левенштайн і німецько-британський соціолог Карл Маннгайм.
Войовнича демократія визначається як правове обмеження демократичних свобод з метою ізоляції демократичних режимів від загрози повалення законними засобами. Ідеться про встановлення матеріальних обмежень на політичний процес.

## Історія появи
Вперше свого обґрунтування дана концепція набула завдяки Карлу Левенштайну, який у своїй праці «Войовнича демократія та фундаментальні права» 1937 року. Він закликав демократичні країни до самозахисту, охарактеризувавши цей захист так: «із вогнем потрібно боротися вогнем». Згодом її розвинув голландський теоретик у галузі конституційного права Джордж ван ден Берг.
У 1937 році Левенштайн опублікував дві статті в американському журналі «The American Political Science Review», в яких він проаналізував крах Веймарської республіки і крах демократій у Європі після Першої світової війни. Він стверджував, що слабким європейським демократіям бракувало ефективних інструментів для захисту від антидемократичних рухів. Саме Левенштайн першим запровадив в науковий обіг термін «войовнича демократія», яким він описував готову до самозахисту демократію, яка була оснащена надійними конституційними механізмами, щоб протистояти автократії, яка шляхом всенародного голосування отримувала владу в рамках демократичних інституцій.
Події Другої світової війни і подальші рішення Нюрнберзького процесу зумовили визнання на міжнародному рівні фактичної несумісності нацистської ідеології з демократичним і мирним співіснуванням держав, що стало поштовхом для конституціоналізації «войовничої демократії». Першими це здійснили постфашистська Італія в Конституції 1947 року і Німеччина, яка прагнула запобігти відновленню нацизму.
У Конституції Італії у п. XII розділу «Прикінцеві і перехідні положення» були встановлені заборони на реставрацію в будь-яких формах фашистського режиму: "Забороняється реорганізація в будь-якій формі розпущеної фашистської партії. Незважаючи на статтю 48, закон встановлює, не більше ніж на п’ять років з моменту набрання Конституцією чинності, тимчасові обмеження права голосу та права обиратися для керівників, відповідальних за фашистський режим.
В Основоположному законі (нім. Grundgestz) ФРН 1949 року було імплементовано положення щодо можливості визнання неконституційними політичних партій, які посягають на вільний демократичний лад. Згідно з частиною другою статті 21 «партії, які прагнуть, з огляду на свої цілі або дії їхніх прихильників, завдати шкоди основам вільного демократичного порядку або усунути його, або загрожують існуванню Федеративної Республіки Німеччина, є антиконституційними». Дія цього положення досить швидко проявилася на практиці. Конституційний суд ФРН у рішенні про заборону Соціалістичної партії 1952 р. дав визначення терміна «вільний демократичний лад», що стало по суті «народженням» войовничої демократії в конституційно-правовій площині. Таким чином, конституційним судом були сформульовані засади войовничої демократії, без прямого посилання на саму концепцію.
Але вже у справі про заборону Комуністичної партії Німеччини у 1956 році, розвиваючи попереднє рішення, Федеральний конституційний суд прямо послався на доктрину войовничої демократії. Суду довелося наводити на більш ніж 300 сторінках свої аргументи, проаналізувавши при цьому ідеологію марксизму-ленінізму, історію комунізму в Німеччині, програмні документи комуністичної партії, структуру партії, принципи керівництва та партійну літературу. Це стало найбільшим за обсягом в історії німецького конституційного судочинства рішенням.
Посткомуністичні країни Східної Європи також стали на шлях войовничої демократії, здійснивши люстрацію, заборонивши тоталітарну комуністичну пропаганду тощо. Так, наприклад, у статті 19 Конституції Польщі закріплено: «Політичні партії та інші організації, програми яких базуються на тоталітарних методах і способах діяльності нацизму, фашизму і комунізму, а також ті, чиї програми чи діяльність санкціонують расову чи національну ненависть, застосування насильства з метою отримання влади, чи впливають на державну політику або забезпечують таємницю власної структури чи членства, забороняються».
Складники концепції войовничої демократії було певною мірою використано в США як політичний супротив комуністичній партії, а також в Австралії, зокрема у процесі законодавчої заборони комуністичної партії. Проте ця концепція виявилася частково або повністю несприйнятою конституційною практикою Австрії, Франції та Великої Британії.

## Суть концепції
Карл Левенштайн узагальнив свій академічний аналіз нацистського та фашистського захоплення влади у Європі у 1930-х роках і дійшов висновку, що вороги демократії будуть використовувати свободи, гарантовані демократією, щоб вивести з ладу демократичний порядок зсередини, водночас наполягаючи на своєму розумінні прав людини, гарантовані верховенством права. Він переконував, що демократична держава, яка хоче вижити і зберегтись, повинна бути готова застосувати надзвичайні повноваження і тимчасово призупиняти фундаментальні права людини, якщо інституційне верховенство закону саботується або використовується для повалення демократичного режиму. Левенштайн стверджував, що фашизм не мав інтелектуального ядра, а натомість покладався на емоційність (англ. emotionalism), з якою неможливо боротися нормативними демократичними засобами. Він стверджував, що «з вогнем слід боротися вогнем» і що перед обличчям труднощів потрібна більш «дисциплінована» демократія.
Згідно з аналізом Левенштайна, демократії повинні стати войовничими, щоб не дозволити фашистським лідерам і рухам зруйнувати демократію шляхом прийняття трьох основних стратегій: 
- концентрації влади в руках представників органів виконавчої влади;
- використання надзвичайних повноважень;
- прийняття спеціального законодавства, що обмежує права на вираження поглядів, участь і зібрання, щоб не дозволити фашистським рухам використати демократичні свободи для підриву демократії.[14]

Останній з цих трьох вимірів, який є найбільш характерним для концепції войовничої демократії, привернув увагу подальших дослідників цього феномену. Як у політології, так і у конституційному праві концентрація влади у виконавчій владі та використання надзвичайних повноважень під час кризи добре вивчені, але, як правило, з побіжними згадками про концепцію войовничої демократії або взагалі без них. На противагу цьому, дослідники войовничої демократії зосередилися на прийнятті та використанні законодавства, що обмежує права, яке, частково всупереч прогнозам самого Карла Левенштайна, може виявитися постійним, а не тимчасовим заходом для протистояння екстремізму.
Як справедливо зазначено в юридичній науці, ідеальною умовою для функціонування демократії є мир, проте вже в повоєнному світі одразу після запровадження міжнародної системи безпеки й миру з’являються нові виклики, пов’язані з загрозами національній безпеці. Вони спонукали демократію до самозахисту, і це призвело до розширення можливих об’єктів обмежень за умов загроз національній безпеці, що простежується в статті 15 Конвенції про захист прав людини та основоположних свобод 1950 року як можливість відступу держав від зобов’язань щодо гарантування основоположних прав людини у випадках війни або іншої суспільної небезпеки. «Войовнича демократія дозволяє обмежувати свободу слова, політичну участь і політичний плюралізм, не змінюючи ключових цінностей, що покладені в основу конституції, при цьому обмеження основоположних прав розглядалися як обґрунтований та необхідний захід, спрямований на захист демократичної системи».
У багатьох поставторитарних країнах Східної Європи відбувся певний ідеологічний злам у суспільній свідомості, а саме вивільнення від «тоталітарних» кайданів. При цьому молодий, незалежний політикум намагався раз і назавжди позбутися залишків тих політичних сил, які були домінантами за тоталітарних умов, а також не допустити виникнення їх аналогів у майбутньому. Робилося це, як правило, через закріплення на найвищому, конституційному рівні обмежень на реалізацію політичних прав, які у своїй сукупності становлять механізми самозахисту демократії, перетворюючи її на войовничу демократію.
У багатьох випадках країни, що пережили тоталітарні часи, намагалися не акцентувати на цьому так, як це було зроблено у Польщі, коли були чітко окреслені стигматизовані ідеологеми і їхні практики. Незважаючи на відповідні відмінності, факт залишається фактом – абсолютна більшість європейських країн, які пережили тоталітарні часи, намагаються не допустити повторення таких подій за допомогою встановлення заборон на створення інституцій, що будуть носіями ідей, які суперечать ідеології демократичного розвитку.
Якщо перше покоління дослідників войовничої демократії загалом зосереджувалося на спільних зусиллях демократичних країн стати войовничими, щоб протистояти зростаючому і всюдисущому виклику фашизму, то пізніші дослідники намагалися зрозуміти відмінності між демократичними системами у протидії загрозам демократичному ладу. Наприклад, один з найбільш обмежувальних законів, характерних для войовничої демократії – заборона політичних партій, був прийнятий далеко
не в усіх європейських демократіях, що зробило їх предметом судових позовів. У міжвоєнній Фінляндії протягом 1920-х років неодноразово розпускали Комуністичну партію, а в міжвоєнній Чехословаччині було заборонено кілька партій, що представляли праві сили в судетській німецькій меншині.
Наступні покоління дослідників зосередилися на дослідженні того, чи може демократія активно протистояти ворогам, і якщо так, то коли. Це може стосуватися кримінального права або обмеження свободи слова, але зазвичай войовнича демократія асоціюється із забороною політичних партій. У перші повоєнні роки в Західній Німеччині заборони партій стосувалися як крайніх правих, так і крайніх лівих, тоді як в інших постфашистських європейських демократіях під заборону потрапили лише неофашистські партії-спадкоємці. Останніми роками в різних європейських демократіях під заборону потрапили кілька крайніх правих партій, а у Великій Британії, Франції та Іспанії в різний час були нелегально заборонені етнорегіональні партії. Зростання політичних популістських рухів у різних частинах світу також сприяло відродженню дискусій про важливість і актуальність войовничої демократії. Прикриваючись підтримкою більшості, популісти погрожують скасувати ліберальні конституційні закони, які захищають меншини від тиранії більшості.
У сучасному розумінні концепція войовничої демократії спрямована на боротьбу із радикальними політичними партіями, проти зловживань демократією та як превентивний засіб проти тероризму. До основних елементів концепції «войовничої демократії» прийнято включати:
- розпуск політичних партій у судовому порядку;
- конституційні засоби обмеження зловживання демократією, насамперед належну правову процедуру;
- конституційні обмеження окремих політичних прав — свободи асоціацій, зібрань, вираження поглядів;
- лояльність державних службовців;
- люстрацію щодо державних і політичних діячів, щодо колишніх представників тоталітарних і авторитарних режимів у молодих конституційних демократіях.[15]

Протягом останніх двох десятиліть практика войовничої демократії значно розширилася, включивши в себе політику, спрямовану на боротьбу із загрозами релігійного фундаменталізму і глобального тероризму. Перенесення войовничих заходів в антитерористичний контекст є очевидним симптомом поширення войовничої демократії загалом на ширшу сферу участі в публічному дискурсі. Іншими словами, войовнича демократія більше не стосується лише питання про те, які політичні партії можуть брати участь у виборах, а скоріше про те, хто може брати участь у політичному дискурсі як такому. Якщо демократія хоче уберегтися від ризику приходу до влади антидемократичних сил, то найкращим способом є застосування інструментарію войовничої демократії.
Сьогодні важко знайти конституційну систему, повністю позбавлену будь-яких ознак войовничої демократії, оскільки така практика більше не має негативного відтінку. Самозахист є найприроднішою характеристикою держави й демократія повинна дати зрозуміти своїм потенційним ворогам, що держава володіє достатніми правовими інструментами для протидії будь-яким спробам завдати шкоди демократії зсередини.
Важливим аспектом застосування концепції войовничої демократії є питання, коли її необхідно застосовувати. Існує два підходи до його вирішення: 
- перший пропонує застосовувати тест «очевидної і нагальної загрози» («clear and present danger»), розроблений Верховним Судом США у справі Brandenburg v. Ohio (1969);
- другий підхід викристалізувано практикою Європейського суду з прав людини і полягає в застосуванні тесту «очевидної і неминучої загрози» («clear and imminent danger»).

### Практика ЄСПЛ
Незважаючи на всі ті негаразди, які завдали Європі комуністичні режими, ЄСПЛ достатньо толерантно ставиться до політичних течій крайньо лівого та правого спектру, визнаючи за ними право на існування в умовах «дієвої демократії». Як ілюстрацію можна вказати на рішення у справі «Об’єднаної комуністичної партії Туреччини» і «Комуністичної партії та Унґуряну проти Румунії» (2005 р.). Фактично ці та інші випадки, які надходять на розгляд ЄСПЛ, є результатом боротьби національних урядів, переважно тих країн, які мали гіркий досвід «розбудови комунізму», зі спробами відновити комуністичні рухи та партії. Однак навіть за таких обставин, які сам ЄСПЛ характеризує як «досвід тоталітарного комунізму, які мали країни, що підписали Конвенцію», вища європейська правозахисна інстанція не вважає як «достатні підстави для обґрунтування втручання у діяльність партій, особливо комуністичних, заснованих на марксистські ідеології». В обох випадках мала місце спроба зареєструвати партії комуністичного спрямування через їхню ідеологічну спрямованість і низку формальних причин. Проте, на думку ЄСПЛ, пріоритетним в оцінці правомірності розпуску (нереєстрації) партії є аналіз політичної діяльності членів відповідної партії, а не задекларовані політичною силою при спробі реєстрації політичні цілі.
У ситуації із запровадженням антисекулярних політичних течій позиція ЄСПЛ стає більш жорсткою, оскільки загроза для однієї із ключових конвенційних цілей – дієвої демократії стає набагато очевиднішою, Наприклад, у рішенні «Партія Рефах проти Туреччини» 2003 року. ЄСПЛ фактично погодився з позицією Конституційного суду Туреччини про те, що шаріат є антитезою демократії і що «він будується на догматичних цінностях і є протилежним здоровому глузду, концепції свободи, незалежності, а також ідеалам, заснованим на науці».
Подібною є його позиція і у випадку потенційної загрози виникнення у суспільстві суперечностей на етнічному ґрунті. Для прикладу можемо навести справу «Горжелік та інші проти Польщі» 2004 року. ЄСПЛ визнав правомірними дії національної влади, яка відмовила у реєстрації громадському об’єднанню, яке охарактеризувало себе як «організація сілезької національної меншини». Фактично це б сприяло утворенню за етнічною ознакою спільноти, яка відповідно до соціологічних, етнографічних та інших даних не існує. А це б, зі свого боку, дозволило громадянам, об’єднаним у таку організацію, користуватись додатковими правами, зокрема й у виборчому процесі.
Досить широку свободу ЄСПЛ вбачає для обговорення питань територіальної цілісності. Так, у справі «Станков та Об’єднана македонська організація «Ілінден» проти Болгарії» 2001 року ЄСПЛ висловився так: «Суд, однак, повторює, що той факт, що група осіб вимагає автономії або навіть вимагає відокремлення частини території країни, що вимагає фундаментальних конституційних і територіальних змін – не може автоматично виправдати заборону її зборів».
Таким чином, загалом позиція ЄСПЛ (за окремими винятками) є доволі ліберальною і допускає досить широку свободу слова і політичної діяльності. Досить суворими є вимоги дотримання трискладового тесту. ЄСПЛ лише кілька разів «освятив» заборону партій. Зокрема, у справі «Батасуна проти Іспанії» 2009 року ключовим критерієм допустимості заборони було звернення до аргументу щодо насильства і здійснення терористичної діяльності.

## Критика
Нині точиться теоретико-правова дискусія між тими, хто повністю (Дж. Карпоччіа, А. Сайо, М. Тіль, С. Тюлькіна, Г. Фокс) або частково (С. Айзахарофф, Я.-В. Мюллер, П. Ніссен, С. Рамменс) підтримує войовничі заходи та відвертими критиками концепції – К. Інверніцці Аццетті, А. Малкополу, М. Мікендбергом та Н. Розенблюмом. Прихильники войовничої демократії стверджують, що рішення про виключення з демократичних норм повинні прийматися на основі чітко визначених нормативних критеріїв, таких як захист основних демократичних цінностей, право на участь або можливість перегляду прийнятих раніше рішень. Заперечення з боку критиків цієї концепції варіюються від занепокоєння вузько легалістським і асоціальним розумінням того, як реагувати на екстремізм, до сумнівів щодо легітимності та ефективності заборони політичних партій. Інші дослідники наголошують на потенційно негативному ефекті обмеження політичної участі.
Потенційні недоліки войовничої демократії легко виявити у сфері конституційного права, а сама ідея про те, що демократії займають войовничу позицію стосовно своїх передбачуваних супротивників, піддавалася жорсткій критиці з моменту появи цієї концепції, в тому числі й самим Карлом Левенштайном. Він визнав, що «демократія виступає за фундаментальні права, за чесну гру для всіх думок, за свободу слова, зборів, преси», і погоджувався, що для будь-якої демократії може бути досить складно обмежити ці свободи, «не зруйнувавши при цьому саму основу її існування». Проте «якщо демократія вірить у вищість своїх абсолютних цінностей», то вона повинна відповідати вимогам реальності і докладати всіх зусиль для свого порятунку, «навіть ризикуючи і ціною порушення основних прав». Оскільки кінцевою метою ліберального уряду є людська гідність і свобода, то уряди можуть і повинні вживати превентивних правових заходів, іноді навіть агресивних, для гарантування прогресу у досягненні цієї мети.
Інша точка зору полягає в тому, що нетолерантна реакція з боку демократичних держав виправдана самою наявністю нетолерантних суб’єктів. Свого часу ще Джон Локк зазначав, що толерантність держави не може поширюватися на тих, хто не хоче чи то з релігійних чи будь-яких інших міркувань бути толерантним до інших. Карл Поппер також стверджував, що «необмежена толерантність повинна призвести до зникнення толерантності». Іншими словами, до нетерпимості можна вдаватися (тимчасово) заради відновлення толерантності. Один із батьків лібералізму, Джон Роулз хоча і розробив свою правову філософію на знаннях і досвіді американського конституціоналізму і твердій переконаності у природній силі вільних інститутів і внутрішній стабільності справедливої конституції, але погоджується з тим, що обмеження свободи нетерпимих до інших думок і поглядів можуть бути законними і виправданими, якщо конституційна система нездатна відповідати новим викликам.
Ще одним виправданням доцільності войовничої демократії є вирішення нею так званого парадокса більшості – захоплення влади недемократичною налаштованою більшістю, що згодом трансформує політичний режим в авторитарний або тоталітарний. Цей феномен досліджувався ще у ранніх роботах Карла Шмітта, який обґрунтовував необхідність збереження і посилення так званого «незмінного ядра» конституції. У своїй праці «Легальність і легітимність» він пояснив проблему демократичних держав, зумовлену їхньою схильністю до жорсткої легальності: за відсутності конкретних матеріальних норм демократія виявляється беззахисною перед організованими політичними силами, такими як комунізм або націонал-соціалізм.